# Crijevni živčani sustav
Crijevni živčani sustav (enterični živčani sustav) je dio autonomnog živčanog sustava koji upravlja probavnim traktom.
Crijevni živčani sustav je samostalan, ali značajnu ulogu i utjecaj na njegov radu imaju ostali dijelovi autonomnog živčanog sustava, parasimaptikus i simpatikus.

## Razvoj
Crijevni živčani sustav potječu od stanica vagusnih, trunkalnih i sakralih stanica neuralnog grebena. Iz stanica trunkalnog neuralnog grebena nastaju gangliji proksimalnog dijela želuca, a iz stanica vagalnog nabora gangliju za crijeva. Kolonizacija i migracija stanica bude završena do 13. tjedna embrionalnog razvoja. Manji dio crijevnog živčanog sustava potječe od stanica sakralnog neuralnog grebena, koje formiraju vancrijevne zdjelične ganglije koji koloniziraja mezenhim epigastera prije dolaska stanica iz vagalnog neuralnog grebena.
Normalni razvoj crijevnog živčanog sustava ovisi o preživljavanju stanica iz neuralnog grebena i njihovoj proliferaciji, migraciji i diferencijaciji u neurone i glija stanice.
Prevertrebralni simpatički gangliji razvijaju se uz glavne ogranke aorte, te uz ogranke krvnih žila inveriviraju organe.
Živac vagus i zdjeličini splahnički živci su preganglijska parasimpatička inervacija ganglija u stijenci organa.

## Struktura
Crijevni živčani sustav prema procjenama sastoji se od oko 500 milijuna neurona čija se tijela nalaze u stijenci organa probavne cijevi od jednjaka do završnog crijeva (rektuma).
Osnovna podjela je na ganglije (nakupina živčanih stanica neurona) koji se nalaze u stijenci mišičnog sloja probavne cijevi mijenterički splet (Auerbachov pleksus), te ganglije koji se nalaze ispod sluzničkog sloja (mukoze) stijenke u podsluznici zvan submukozni splet (Meissnerov pleksus).

## Inervacija

### Tanko crijevo
Tanko crijevo bogato je invervirano živčanim vlaknima neurona koji se nalaze u stijenci crijevi (crijevni živčani sustav) i vlaknima neurona čija se tijela nalaze izvan stijenke probavne cijevi. (parasimpatikus i simpatikus).
Uz njih u tankom crijevu nalazimo i posebnu klasu neurona koji se nazivaju intestinofugalni neuroni čija se tijela nalaze unutar mijenteričkog spleza ali njihova vlakna dosežu izvan stijenke crijeva do prevertebralnih ganglija. Ti neuroni bilježe podatke o mehaničkoj distenziji crijeva i prenose ih do prevertebralnih ganglija. 
Tijela vanjskih neurona mogu se nalaziti u kranijalnim ili spinalnim ganglijima.
Vanjski motorni neuroni su dio autonomnog živčanog sustava i povezuju središnji živčani sustav s crijevnim živčanim sustavom, dok neka vlakna završavaju izravno na mišićnim stanicama tankog crijeva.
Vanjski senzorni neuroni iz tankog crijeva ne pripadaju niti autnonomonom niti crijevnom živčanom sustavu i po porijeklu se klasificiraju kao spinalni ili vagalni živci te slijede spinalne živce ili živac vagus u središnji živčani sustav.
Senzornih podataka iz tankog crijeva čovjek nije svjestan.
Crijevni živčani sustav tankog crijeva sastoji se tri glavne funkcionalne skupine neurona: senzorni neuroni, motorni neuroni i interneuroni. Zadnje dvije skupine se mogu podijeliti na ekscitacijske i inhibicijske neurone.
Ostale skupine su sekretomotorni neuroni, vazomotorni neuroni i motoneuroni endokrinih stanica.
Tijela primarnih neurona koji reagiraju na kemijski podražaj u lumenu crijeva nalaze se u mijenteričkom spletu dok njihovi aksoni uzlaze u sluznicu. U mijeneteričkom spletu nalaze se tijela neurona koja se aktiviraju na mehanički podražaj (mišićna aktivnost ili istezanje) crijeva. 
Ti primarni senzorni neuroni u spletu stvaraju spojeve (sinapse) s motoričkim neuronima i interneuronima (najčešći neurotransmiter je acetilkolin ili tvar P).
Aksoni motornih živaca iz ganglija ulaze u kružni ili uzdužni sloj mišićnih vlakana stijenke crijeva te prolaze uz mišićne i intersticijske Cajalove stanice. Jedan motorni neuron čini se da aktivira više motornih vlakana. Crijevni živčani sustava ima vlastita inhibicijska i ekscitacijska motorna vlakna, te motorna vlakna obično sadrže i spore i brze molekule neuroprijenosnika. Predominantni ekscitacijski neuroprijenosnici su acetilkolin (brzi) i tvar P (spori), dok su inhibicijski brzi NO (dušikov monoksid), spori VIP (vazointestinalni peptid) i ATP (brzi) i beta-nikotinamid adenin dinukleotid (spori).
Interneuroni unutar crijevnog živčanog sustava spajaju neurone iste funkcionalne ili različite funkcionalne skupine. Važni su za lokalnu komunikaciju (nekoliko milimetara ili centimetara unutar stijenke crijeva) ili dio su lokalnog odgovora oslobađanjem acetilkolina ili dušikovog monoksida. Posebna skupina interneurona su intestiofugalni neuroni.
Posebna skupina glija stanica čini se da ima ulogu u moduliranju neurona crijevnog živčanog sustava.

### Debelo crijevo
Crijevni živčani sustav gotovo u potpunosti kontrolira motilitet debelog crijeva uz modulaciju simpatikus, parasimpatikusa i vanjskih aferentnih puteva. Tijela neurona su raspoređena u dva glavna spleta, mijenteričkom i podsluzničkom. Podsluznički je dodatno podijeljen na Schabadaschov splet koji se nalazi uz kružni mišićni sloj i Meissnerov splet koji je smješten bliže sluznici.